# San Manuel (Isabela)
San Manuel (Bayan ng San Manuel) es un municipio filipino de cuarta categoría perteneciente a  la provincia de La Isabela en la Región Administrativa de Valle del Cagayán, también denominada Región II.

## Geografía
San Manuel se encuentra en la parte occidental de la provincia, al pie del macizo montañoso de la Cordillera Central, en el valle del río Cagayán. Su término linda con los municipios de Roxas, Burgos y San Manuel en esta provincia y con los de Parecales en La Montaña y Alfonso Lista en Ifugao.
Situado unos 370 kilómetros al norte de Manila y se puede acceder por la autopista Marhalika.
El aeropuerto más cercano está en la ciudad de  Cauayán donde opera la aerolínea Cebu Pacific Air cuatro veces a la semana.
Tiene una extensión superficial de 112.77 km² y según el censo del 2007, contaba con una población de 28.420 habitantes y 5.570 hogares; 30.407 habitantes el día primero de mayo de 2010

### Barangayes
San Manuel administrativamente se divide en 19 barangayes o barrios, 16 de carácter rual, 3 urbanos: Villanueva y dos distritos de la capital.
| - Agliam - Babanuang - Cabaritan - Caraniogan - Eden - Malalinta - Marrarigue - Nueva Era - Pisang - Distrito 1 (Población) | - Distrito 2 (Población) - Distrito 3 (Población) - Distrito 4 (Población) - San Francisco - Sandiat del Centro - Sandiat del Este - Sandiat del Oeste - Santa Cruz - Villanueva |

## Historia
El año 1957, los barrios de Callang, Eden, Babanuang, Cabaritan, Santa Cruz, Malalinta, Mararigue, Calaocan y Caraniogan se separaron de Roxas para formar Callang.
En 1965 este municipio cambia su nombre por el actual de San Manuel.